# Jérôme Carcopino
Jérôme Carcopino (27 iunie 1881 – 17 martie 1970) a fost un istoric francez și autor. El a fost al cincisprezecelea membru ales să ocupe scaunul 3 al Academiei Franceze în 1955.

## Biografie
Carcopino s-a născut la Verneuil-sur-Avre, Eure și a fost educat la Școala Normală Superioară unde s-a specializat în istorie. De la 1904 la 1907 el a fost membru al Școlii franceze din Roma. În 1912 el a fost profesor de istorie la Le Havre. Din 1912 el a devenit lector la Universitatea din Alger și inspector de antichități în Algeria până în anul 1920. Cariera sa a fost întreruptă de Primul Război Mondial, atunci când el a servit în Dardanele. El a fost profesor la Sorbona din 1920 până în 1937 când a devenit director al Școlii Franceze din Roma. Din 25 februarie 1941 până în 18 aprilie 1942 el a fost ministru al Educației Naționale și Tineretului în guvernul de la Vichy. El a fost membru la mai multe institute arheologice și istorice din Europa.

## Operă
- La terre de Verneuil à la veille de la Révolution, Verneuil-sur-Havre, A. Aubert, 1906, 55 p.
- Histoire de l'ostracisme athénien, in Mélanges d'histoire ancienne, Paris, Alcan, 1909, p. 83-267.
- Virgile et les origines d'Ostie, Paris, De Boccard, EFR, 1919, 819 p.
- La loi de Hiéron et les Romains, Paris, De Boccard, EFR, 1919, 309 p.
- La louve du Capitole, Paris, Les Belles Lettres, 1925, 90 p.
- Études romaines. Tome 1 : La Basilique pythagoricienne de la Porte majeure, Paris, L'Artisan du livre, 1926, 415 p.
- Autour des Gracques. Études critiques, Paris, Les Belles Lettres, 1928, 307 p.
- Des Gracques à Sylla, Paris, PUF, 1929, 488 p.
- Ostie, Paris, Henri Laurens, 1929, 64 p.
- Virgile et le mystère de la IVe Églogue, Paris, L'Artisan du livre, 1930, 223 p.
- Sylla ou la monarchie manquée, Paris, L'Artisan du livre, 1931, 248 p.
- Points de vue sur l'impérialisme romain, Paris, Le divan, 1934, 276 p.
- L'ostracisme athénien, Paris, Alcan, 1935, 263 p.
- César, Paris, PUF, 1936, 590 p.
- La Vie quotidienne à Rome à l'apogée de l'Empire, Paris, Hachette, 1939, 348 p.
- Aspects mystiques de la Rome païenne, Paris, L'Artisan du livre, 1941, 317 p.
- Le Maroc antique, Paris, Gallimard, 1943, 337 p.
- Les secrets de la correspondance de Cicéron, Paris, L'Artisan du livre, 1947, 2 vol., 447 et 495 p.
- Études d’histoire chrétienne. Tome 1 : Les fouilles de Saint-Pierre et la tradition, Paris, Albin Michel, 1953, 293 p.
- Souvenirs de sept ans 1937-1944, Paris, Flammarion, 1953, 703 p.
- Le mystère d'un symbole chrétien : l'ascia, Paris, Fayard, 1955, 96 p.
- De Pythagore aux Apôtres. Études sur la conversion du monde romain, Paris, Flammarion, 1956, 381 p.
- Alésia et les ruses de César, Paris, Flammarion, 1958, 221 p.
- Passion et politique chez les Césars, Paris, Hachette, 1958, 223 p.
- Les étapes de l'impérialisme romain, Paris, Hachette, 1961, 272 p.
- Profils de conquérants, Paris, Flammarion, 1961, 414 p.
- Rencontres de l'histoire et de la littérature romaines, Paris, Flammarion, 1963, 285 p.
- Études d'histoire chrétienne. Tome 2 : Les reliques de Saint-Pierre de Rome, Paris, Albin Michel, 1965, 63 p.
- Souvenirs romains, Paris, Hachette, 1968, 292 p.
- Souvenirs de la guerre en Orient, 1915-1917, Paris, Hachette, 1970, 224 p.